# Костенко, Юрий Васильевич
Юрий Васильевич Костенко (укр.  Юрій Васильович Костенко; род. 6 ноября 1945, Киев, Украинская ССР, СССР) — украинский дипломат. Чрезвычайный и Полномочный Посол.

## Биография
Выпускник исторического факультета Киевского университета им. Т. Шевченко (1968).
С того же года на дипломатической работе. Был атташе, 3-м секретарём отдела международных организаций МИД Украинской ССР.
- С 1972 года работал 3-м секретарём по резерву МИД УССР[источник не указан 672 дня].
- Позже до 1975 года — 3-й, 2-й секретарь Генерального секретариата, с 1975 года помощник Министра, 1-й секретарь, советник отдела международных организаций МИД УССР[источник не указан 672 дня].
- С 1984 года — ответственный секретарь Комиссии УССР по делам ЮНЕСКО[источник не указан 672 дня].
- С 1985 года — член коллегии, начальник отдела кадров МИД УССР[источник не указан 672 дня].
- С сентября 1988 по 28 декабря 1994 года — Постоянный представитель Украины при международных организациях в Вене[1].
- С 6 марта 1992 по 28 декабря 1994 года — Чрезвычайный и Полномочный Посол Украины в Австрийской Республике[2][1]. Возглавлял делегацию Украины на Венских переговорах по вопросам безопасности и сотрудничества в Европе.
- С 28 декабря 1994 по 2 сентября 1997 года — Чрезвычайный и Полномочный Посол Украины в ФРГ[3][4].
- С 1997 по 2001 год — Генеральный инспектор, Посол по особым поручениям Генеральной инспекции МИД Украины[источник не указан 672 дня].
- С 25 января 2001 по 24 марта 2006 года — Чрезвычайный и Полномочный Посол Украины в Японии[5][6].
- С 21 декабря 2004 по 24 марта 2006 года — Чрезвычайный и Полномочный Посол Украины в Республике Филиппины по совместительству[7][6].
- С 11 мая 2006 по 3 июня 2009 года — заместитель Министра иностранных дел Украины[источник не указан 672 дня].
- С 3 июня 2009 по 12 сентября 2012 года — Чрезвычайный и Полномочный Посол Украины в Китайской Народной Республике[8][9].
- С 21 декабря 2009 по 12 сентября 2012 года — Чрезвычайный и Полномочный Посол Украины в Монголии по совместительству[10][9].

Автор 40 статей по вопросам внешней политики. Владеет английским и немецким языками.

## Награды
- Международный орден святого Станислава III степени (2001)
- Почётный знак «За заслуги перед Австрийской Республикой» (Командорский крест 1-й степени) (2002)[11]
- Орден «За заслуги» III степени (2005)[12]
- Орден «За заслуги» II степени (2008)[13]
- Орден Восходящего Солнца II степени (Япония, 2016)